# Hotuiti Teao
Hotuiti Rangi Teao Drago (Santiago, 1 de agosto de 1977) es un ingeniero comercial, modelo, empresario y político chileno de la etnia rapanui. Es actualmente diputado por el distrito 7, para el período legislativo 2022-2026.

## Biografía
Nació en Santiago en 1977, hijo de David Teao Hey y Silvia Drago Córdova. Estudió en el Internado Nacional Barros Arana.

## Vida pública
Inició una carrera en televisión como modelo en 2003, en el programa televisivo Sábado gigante, en la sección que se grababa en Chile a cargo de Vivi Kreutzberger. Posteriormente haría lo mismo en el programa Gigantes con Vivi. Al mismo tiempo que se dedicaba al modelaje estudiaba ingeniería comercial en la Universidad Mariano Egaña. 
En 2007 ejerció como animador en el programa Yingo de Chilevisión, programa donde conoció a la también modelo Francisca Ayala, con quien contrajo matrimonio en 2009. Con Ayala inició una empresa de joyas, además de realizar eventos con bailes pascuenses y show como animador.[cita requerida] Adoptó al hijo de su esposa, Sebastián, de 14 años, a quien se cambió el apellido por Teao. Tras dicha adopción, la pareja dio a luz a su segundo hijo, el cual fue bautizado como Hotunui O Te Rangi (n. 2012), que quiere decir Hotu es belleza y Nui significa grande, O Te Rangi caído o mandado del cielo.
En 2009 fue considerado como posible candidato a diputado por la Unión Demócrata Independiente (UDI), sin embargo ello no prosperó. En 2013 fue nominado por Renovación Nacional (RN) como candidato a diputado por el distrito 10; según RN, era el único candidato parlamentario a nivel nacional que pertenece a algún pueblo originario. Obtuvo el cuarto lugar, no resultando electo.
Para la elección de convencionales constituyentes de 15 y 16 de mayo de 2021, presentó su candidatura a la Convención Constitucional en calidad de independiente, por la lista de Vamos por Chile, por el 7° Distrito, Región de Valparaíso. Obtuvo 4974 votos, correspondientes al 1,5% del total de los sufragios válidos, sin ser electo.
Fue candidato a diputado en las elecciones parlamentarias de 2021 por el distrito 7 (Algarrobo, Cartagena, Casablanca, Concón, El Quisco, El Tabo, Isla de Pascua, Juan Fernández, San Antonio, Santo Domingo, Valparaíso y Viña del Mar), resultando electo, ocupando su lugar desde el 11 de marzo del 2022 al 11 de marzo del 2026.
En su labor de diputado, en marzo de 2023 fue indicado como uno de los congresistas que llegaba tarde a las sesiones. Justificó dichos atrasos por los horarios de los vuelos desde la Isla de Pascua, más fue descubierto mintiendo, toda vez que en sus redes sociales habían registros de su asistencia a un matrimonio en Arica junto a su esposa, ante lo cual Teao indicó que se trataba de algo privado y familiar.

## Historial electoral

### Elecciones parlamentarias de 2013
- Elecciones parlamentarias de 2013, candidato a diputado por el distrito 10 (Quillota, La Ligua, Hijuelas, La Calera, Zapallar, Petorca, Cabildo, Papudo, Puchuncaví, Quintero y Nogales)[8]

### Elecciones de convencionales constituyentes de 2021
- Elecciones de convencionales constituyentes de 2021, para convencional constituyente por el distrito 7 (Algarrobo, Cartagena, Casablanca, Concón, El Quisco, El Tabo, Isla de Pascua, Juan Fernández, San Antonio, Santo Domingo, Valparaíso, Viña del Mar)[9]

### Elecciones parlamentarias de 2021
- Elecciones parlamentarias de 2021, candidato a diputado por el distrito 7 (Algarrobo, Cartagena, Casablanca, Concón, El Quisco, El Tabo, Isla de Pascua, Juan Fernández, San Antonio, Santo Domingo, Valparaíso y Viña del Mar)[10]